# Alexander Meyberg
Alexander Meyberg (* 3. April 1968) ist ein deutscher Jurist. Er ist seit dem 2. November 2016 Richter am Bundesgerichtshof.

## Leben und Wirken
Meyberg trat nach Abschluss seiner juristischen Ausbildung 1995 in den Justizdienst des Freistaats Bayern ein und war zunächst der Staatsanwaltschaft bei dem Landgericht München I zugewiesen. 1998 wurde er zum Staatsanwalt ernannt. 2001 wechselte er als Richter am Landgericht an das Landgericht München I. 2004 kehrte er an die Staatsanwaltschaft bei dem Landgericht München I zurück. 2008 erfolgte seine Ernennung zum Vorsitzenden Richter am Landgericht München II. 2010 bis 2012 war Meyberg als wissenschaftlicher Mitarbeiter an den Bundesgerichtshof abgeordnet. 2013 wurde er zum Richter am Oberlandesgericht in München ernannt.
Das Präsidium des Bundesgerichtshofs wies Meyberg zunächst dem vornehmlich für das Zwangsvollstreckungs- und Insolvenzrecht sowie das Berufsrecht der Rechtsanwälte und Steuerberater zuständigen IX. Zivilsenat zu.